# Mike Riordan
Pour les articles homonymes, voir Riordan.
Michael W. Riordan (né le 9 juillet 1945 à New York, New York) est un ancien joueur américain de basket-ball.
Meneur de jeu/arrière issu du lycée Holy Cross dans le Queens, New York et de Providence College, Riordan joua 9 saisons (1968 ; 1977) en NBA sous les couleurs des New York Knicks et des Baltimore/Capital/Washington Bullets. Il inscrivit 6334 points en carrière et remporta le titre de champion en 1970 avec les Knicks. Il fut nommé dans la NBA All-Defensive Second Team en 1973. 
Il est aujourd'hui propriétaire du "Riordan's Saloon" à Annapolis, Maryland.